# Hybroma dulica
Hybroma dulica är en fjärilsart som beskrevs av Walsingham 1914. Hybroma dulica ingår i släktet Hybroma och familjen äkta malar. Inga underarter finns listade i Catalogue of Life.